# Chiesa di San Pietro (Crozon)

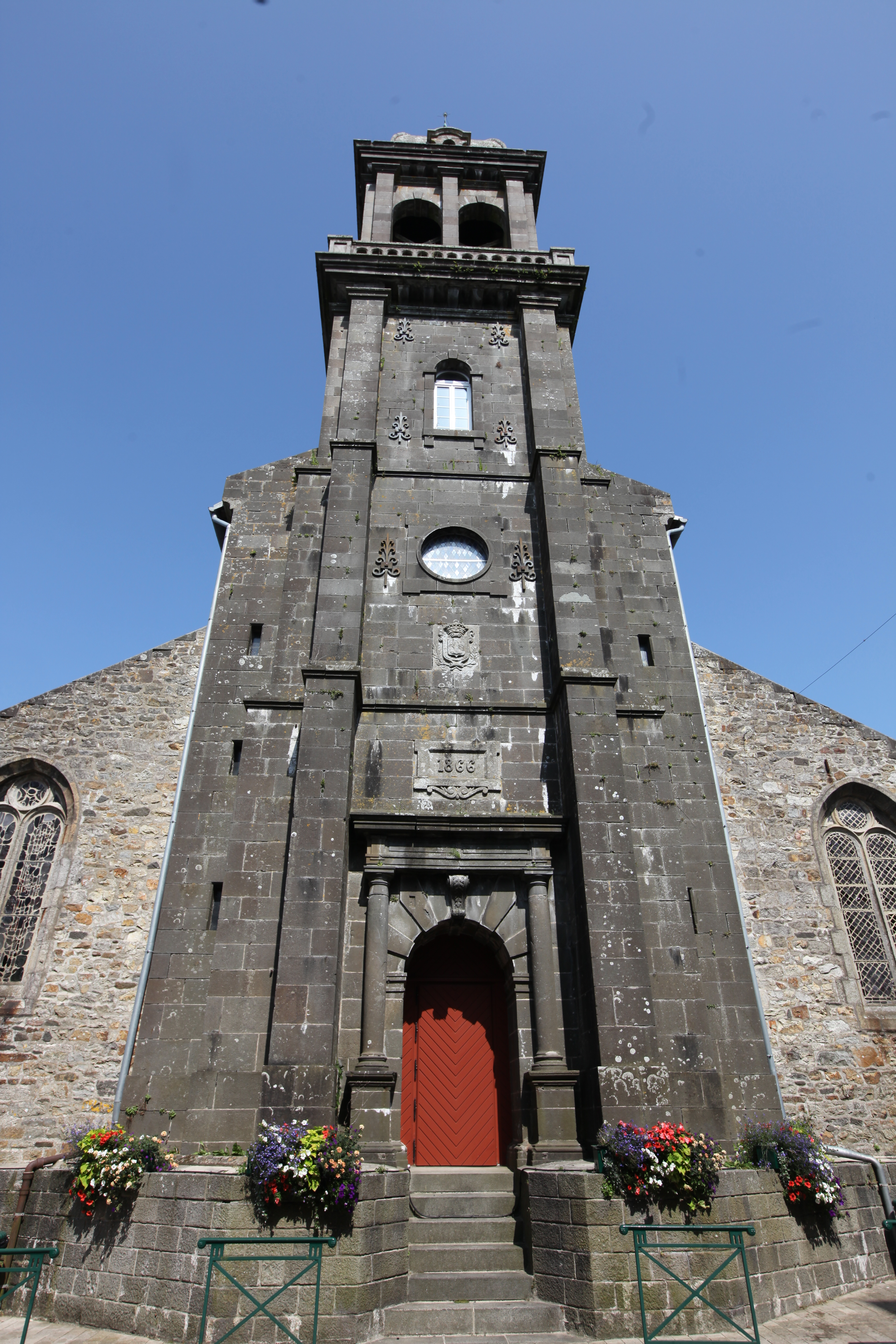
Il campanile della chiesa

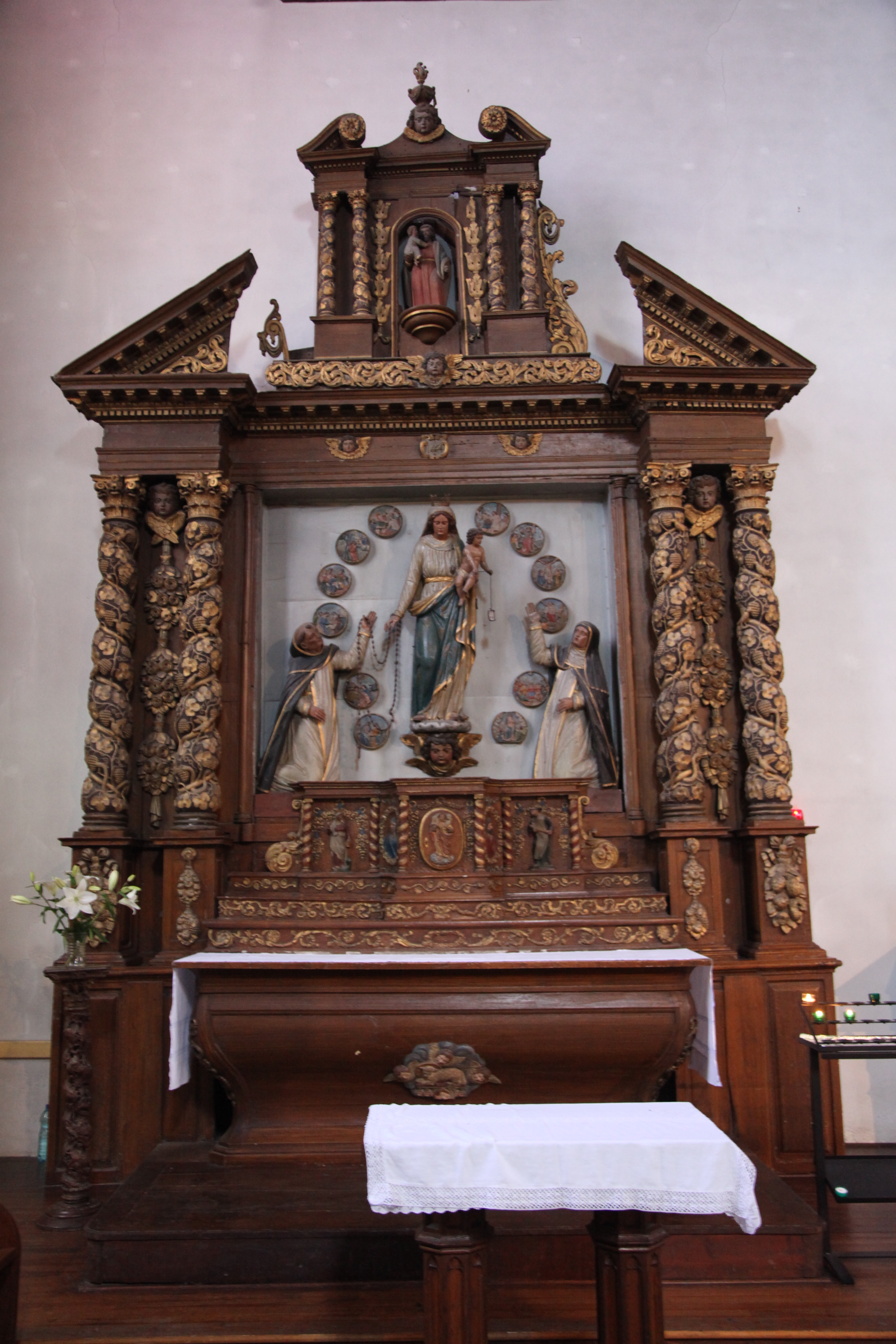
La pala d'altare del Rosario

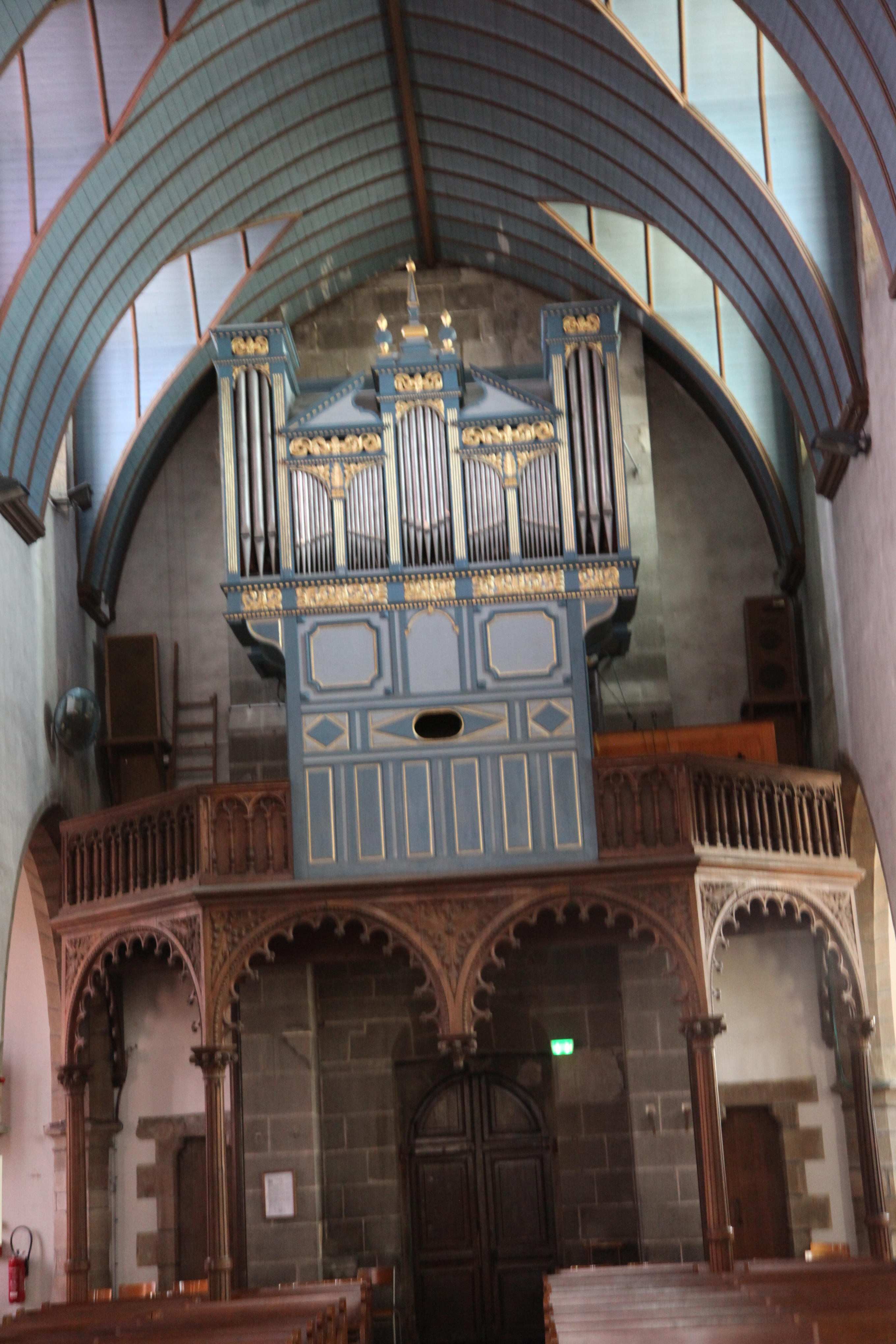
L'organo della chiesa di San Pietro a Crozon

La chiesa di San Pietro (in francese: Église Saint-Pierre) è uno storico edificio religioso della cittadina francese di Crozon, nel Finistère (Bretagna), costruita nella forma attuale in gran parte tra il 1866 e il 1901, ma le cui origini risalgono agli inizi del XVI secolo.

## Descrizione
La chiesa presenta un campanile in kersantite che fu aggiunto nel 1866. Risale invece al XVII secolo il portico meridionale, mentre la sacrestia risale al XVIII secolo.
Negli interni, le parti più antiche sono il pulpito (1679-1680), frammenti di una pala d'altare del Rosario, la pala d'altare dei diecimila martiri e un reliquario del 1519. Di epoca moderna sono invece le vetrate, realizzate da F. Razin.
La chiesa conserva inoltre due pietre tombali del XV secolo, una dedicata alla famiglia Provost de Treberon et Guipronvel e l'altra dedicata alla famiglia Maralach, signori di Keramprovost.

## Punti d'interesse

### Pala d'altare dei diecimila martiri
Tra i pezzi pregiati della chiesa di San Pietro di Crozon, vi è una pala d'altare in cui è raffigurata la storia dei diecimila martiri crocifissi sul monte Ararat per la loro fede cristiana dall'imperatore Adriano durante la campagna in Armenia.
Questa pala d'altare risale almeno al 1602 (o 1624.) e fu probabilmente realizzata da vari artisti
Tra le scene riportate in questa tavola policromatica, vi è la comunione di martiri (nel trittico superiore), il combattimento e la morte dei martiri.

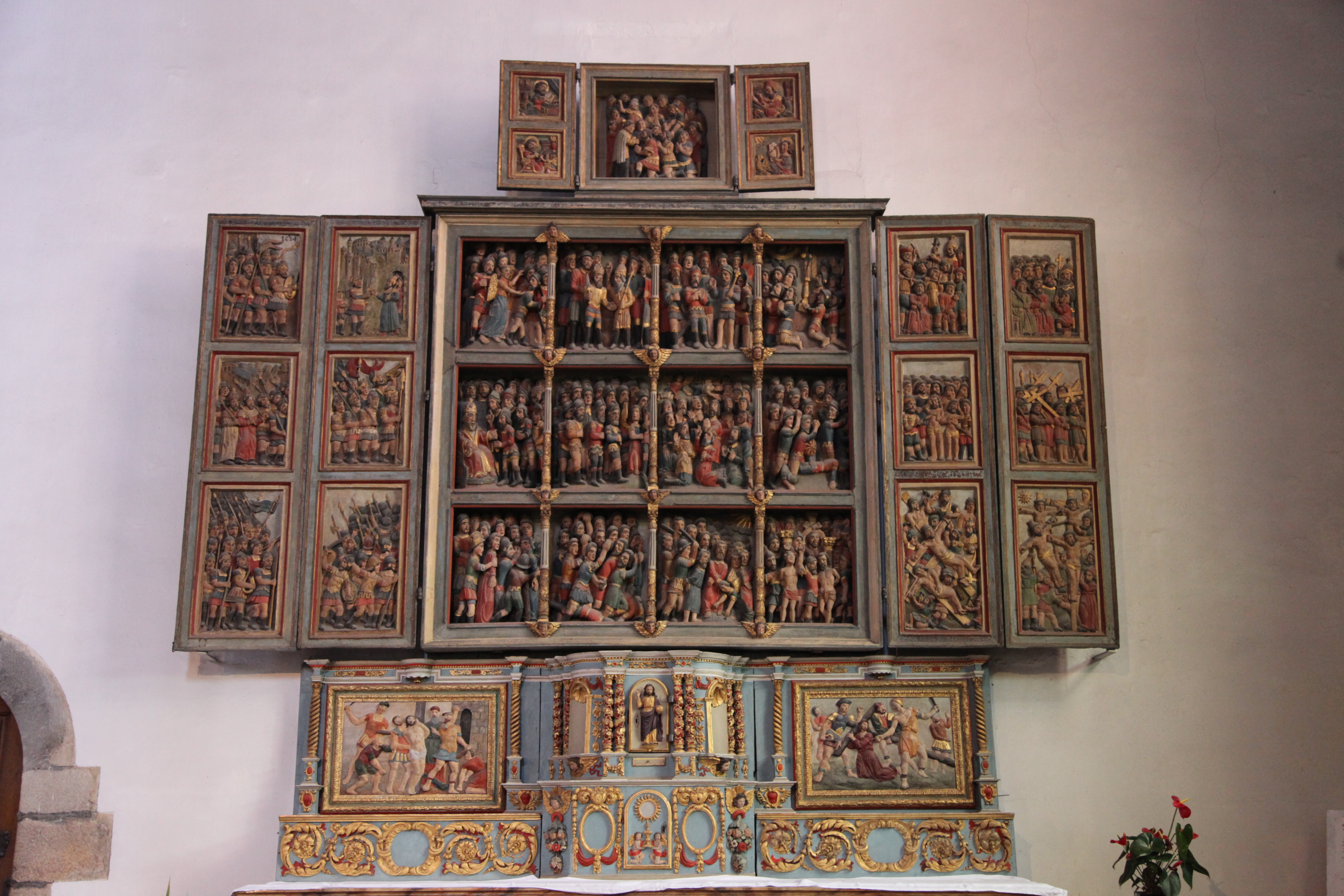
La pala d'altare dei diecimila martiri

### Organo
Negli interni della chiesa si trova un organo risalente al 1680-1690 e che sarebbe stato originariamente realizzato da Robert Dallam .
L'organo fu in seguito completamente ricostruito tra il 1857 e il 1858 da Jules Heyer di Quimper.